# Asolenus lackneri
Asolenus lackneri är en skalbaggsart som beskrevs av Vienna 2003. Asolenus lackneri ingår i släktet Asolenus och familjen stumpbaggar. Inga underarter finns listade i Catalogue of Life.